# Festival Internacional de Cinema de Shanghai
El Festival Internacional de Cinema de Shanghai (en xinès: 上海国际电影节), breujat com SIFF, és un dels festivals de cinema més importants d’Àsia oriental.

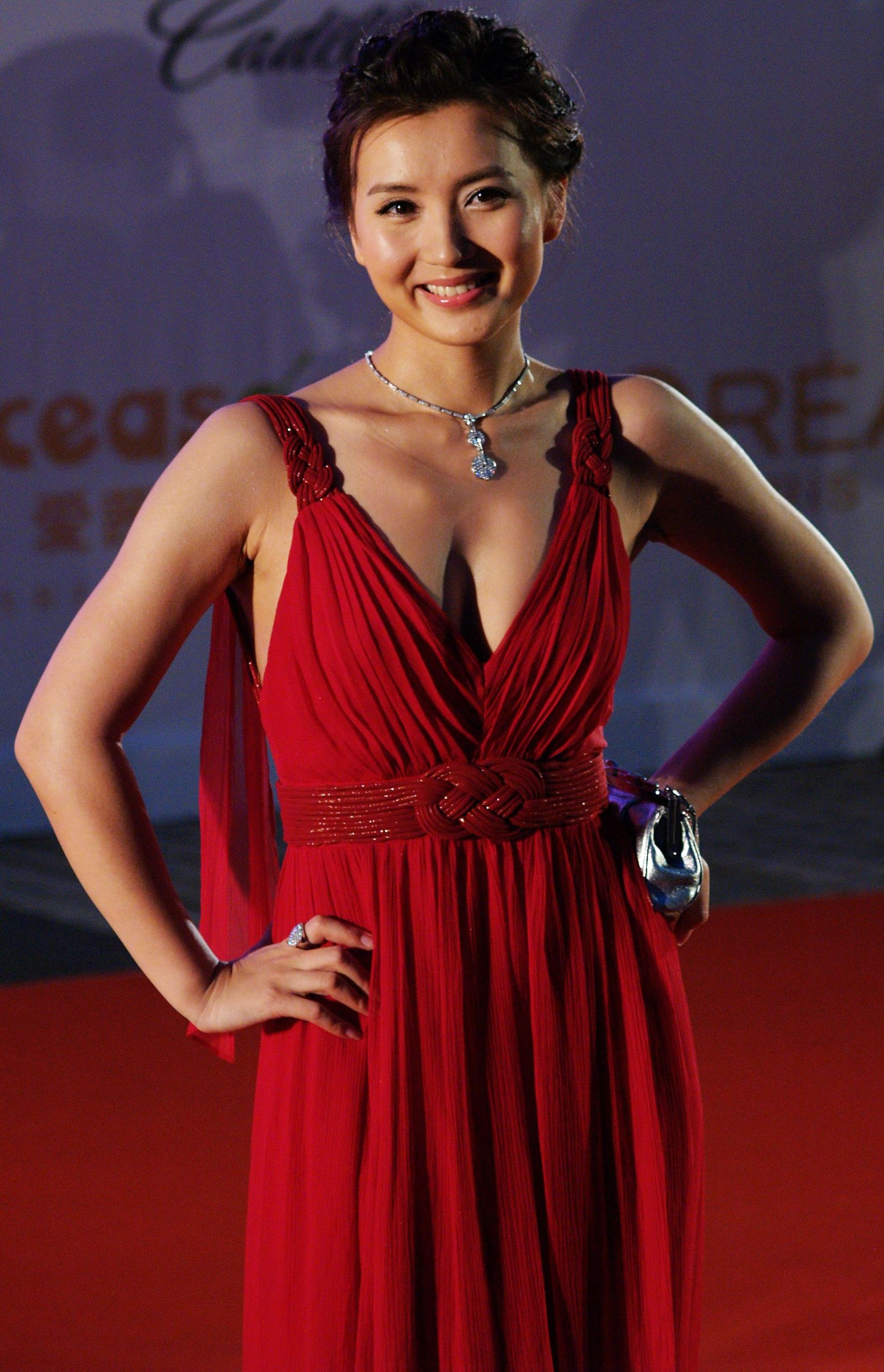
Chen Hao en l'edició de 2007

Juntament amb el Festival Internacional de Cinema de Tòquio, el SIFF és un dels festivals de cinema més grans i multitudinaris d'Àsia. La seva primera edició va ser duta a terme el 7 d'octubre de 1993. En 2003 el festival va haver de ser cancel·lat a causa del brot de síndrome respiratòria aguda greu que es va presentar en aquesta regió asiàtica.
El festival és organitzat per l'Administració Municipal de Cultura, Ràdio, Cinema i Televisió de Shanghai. En l'esdeveniment es lliura un premi denominat "Golden Goblet" o "Jin Jue" (金爵) en les categories de millor director, millor pel·lícula, millor actor/actriu, i un "Premi Especial del Jurat", entre altres guardons.
La seva edició de 2011 va ser duta a terme entre l'11 i el 19 de juny i va ser presidida pel guionista, actor i director estatunidenc Barry Levinson.
La seva edició de 2018 es va dur a terme entre el 16 i el 25 de juny.

## Premis

### Jin Jue/Golden Goblet
El premi més important lliurat en el Festival Internacional de Cinema de Shanghai és el Jin Jue ("Golden Goblet") a la millor pel·lícula.
- Millor pel·lícula
- Premi especial del jurat
- Millor actriu
- Millor actor
- Millor director
- Millor guió
- Millor banda sonora
- Millor fotografia
- Assoliment artístic excel·lent

### Nous talents asiàtics
És Un premi llançat en 2004, destinat a guardonar als productors i actors joves i impulsar produccions fetes per joves cineastes amb una perspectiva mundial.
- Millor pel·lícula
- Millor director
- Millor actor
- Millor actriu
- Millor guió
- Millor fotografia

### Curtmetratges estudiantils internacionals
Aquest premi es va introduir des de la novena edició del festival en 2006 com un escenari perquè els joves interactuin amb reconeguts mestres del cinema i exhibeixin els seus curtmetratges. És un dels tres grans premis del Festival Internacional de Cinema de Shanghái, juntament amb el Golden Goblet i el Asian New Talent, i tracta d'incentivar l'acostament estudiantil a la indústria cinematogràfica mundial.
- Millor pel·lícula
- Millor director
- Millor animació
- Millor idea creativa
- Premi especial del jurat

### China Movie Channel Media
Els premis China Movie Channel Media són presentats en cada edició del festival per la companyia China Movie Channel des de 2007. Votats pels reporters en la indústria de l'entreteniment xinesa, aquests premis estan destinats a "promocionar pel·lícules locals de baix pressupost i presentar a talentosos joves directors i actors".
- Millor pel·lícula
- Millor director
- Millor actor
- Millor actriu
- Millor actor de repartiment
- Millor actriu de repartiment

### Jackie Chan Action
Els premis Jackie Chan Action, nomenats en honor al reconegut actor i artista marcial Jackie Chan, són presentats durant la "Setmana de Jackie Chan" en el festival des de l'any 2015. Votats per periodistes en la indústria de l'entreteniment xinesa, els premis estan destinats a "celebrar pel·lícules d'acció internacional i honrar als qui han fet contribucions excel·lents al gènere".
- Millor pel·lícula d'acció
- Millor director en una pel·lícula d'acció
- Millor coreògraf en una pel·lícula d'acció
- Millor actor en una pel·lícula d'acció
- Millor actriu en una pel·lícula d'acció
- Millor nou actor en una pel·lícula d'acció
- Millors efectes especials
- Millor escena de combat